# Andreas Martin Hofmeir

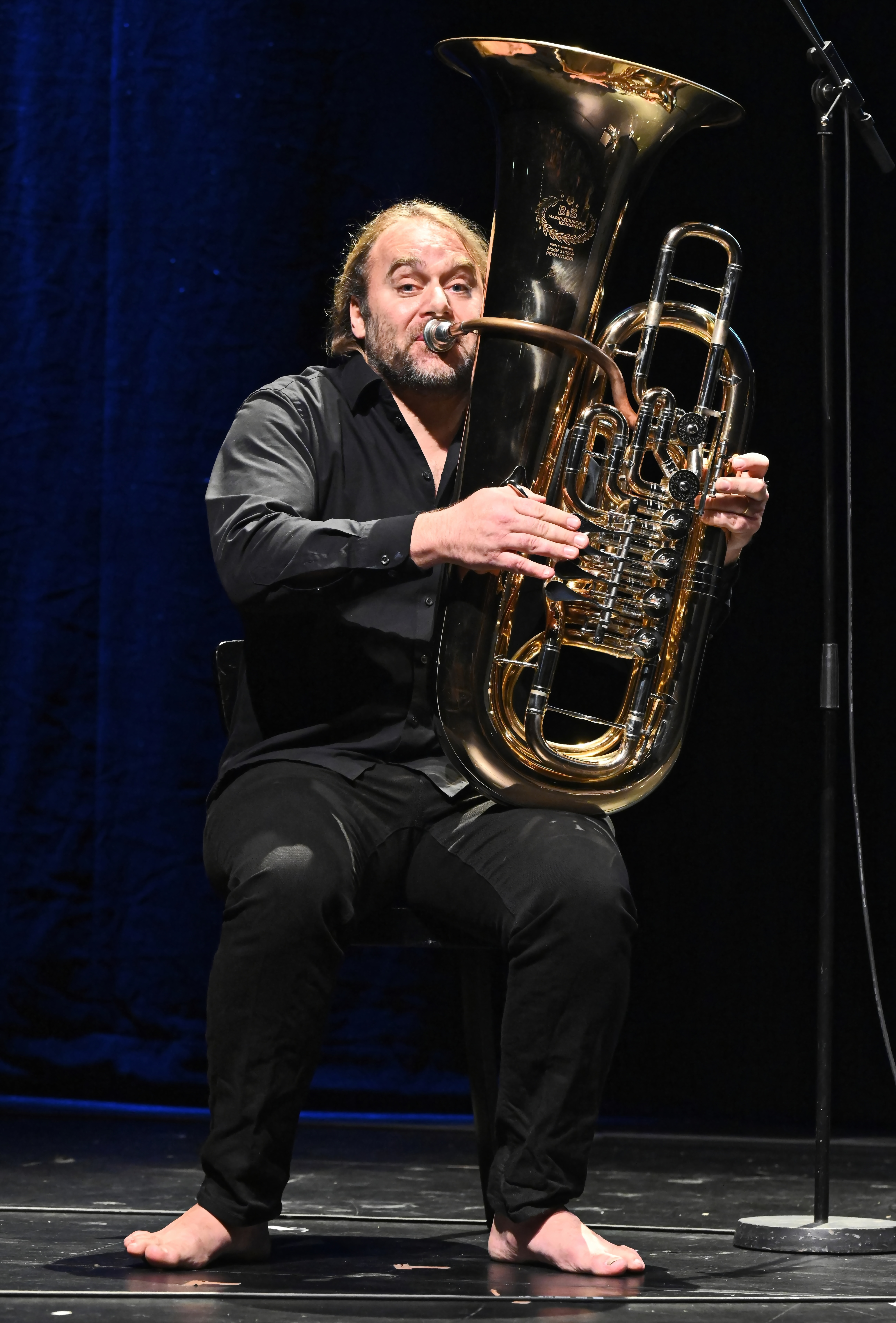
Andreas Martin Hofmeir, 2024

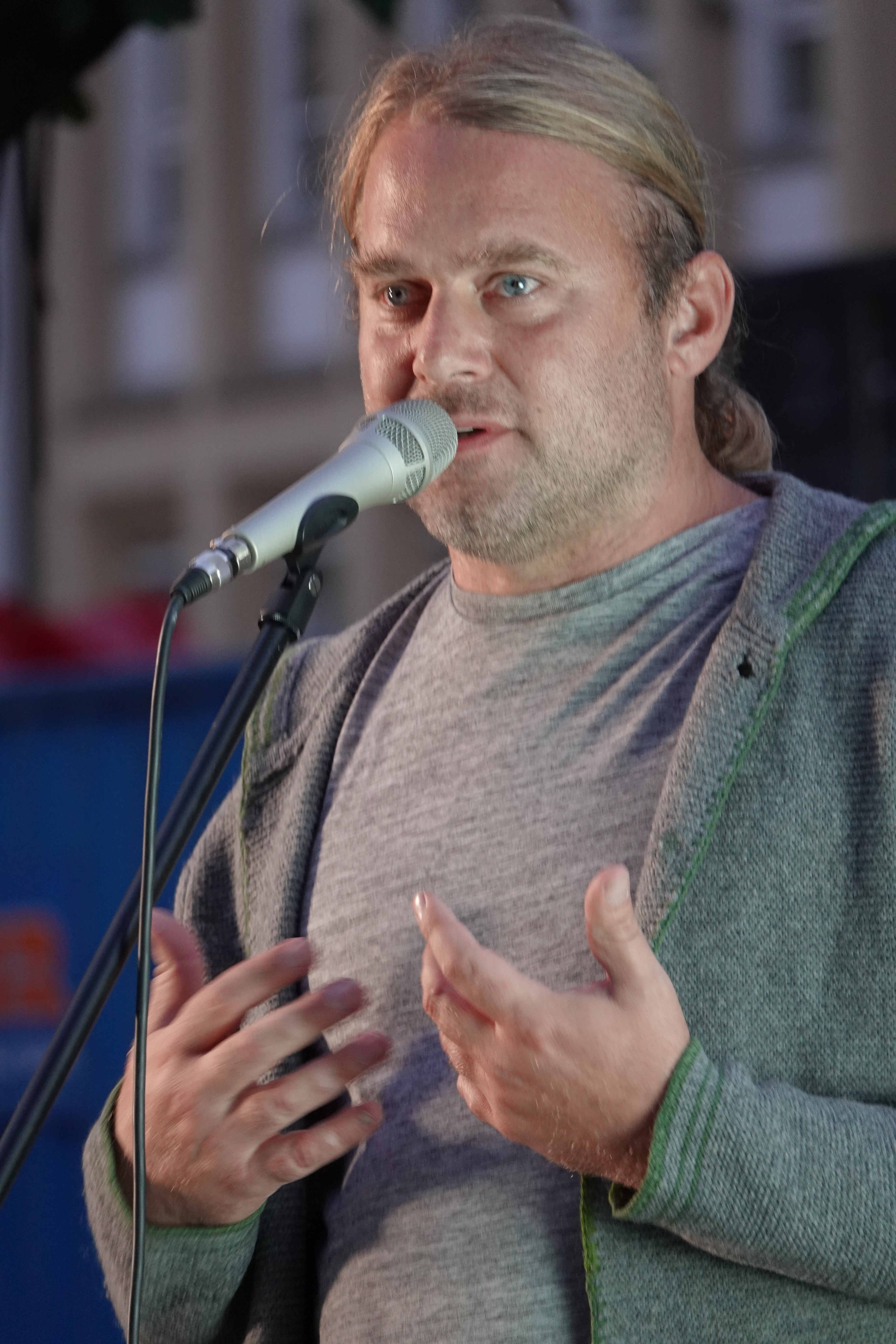
Andreas Martin Hofmeir 2023

Andreas Martin „Hans“ Hofmeir (* 1978 in München) ist ein bayerischer Musiker, der bei LaBrassBanda spielte. Er ist auch Kabarettist und Professor für Tuba an der Universität Mozarteum Salzburg.

## Leben und Ausbildung
Andreas Martin Hofmeir ist in Geisenfeld in der Holledau aufgewachsen und lernte als Kind Klavier, Schlagzeug und Tenorhorn. Mit zwölf Jahren kam er zur Tuba. Nach dem Abitur legte Hofmeir seinen Wehrdienst u. a. beim Heeresmusikkorps 9 in Stuttgart ab. 1998 nahm er ein Studium an der Hochschule für Musik „Hanns Eisler“ Berlin auf. Über die Königliche Musikhochschule Stockholm kam er 2001 an die Musikhochschule Hannover. Er war Stipendiat der Orchesterakademien der Berliner und der Münchner Philharmoniker und spielte auch mit den Wiener Philharmonikern, dem Gewandhausorchester und anderen bekannten Orchestern. 2004 bis 2008 war er Solotubist im Bruckner Orchester Linz unter Dennis Russell Davies.
Als Solist gewann er 2004 den renommierten Internationalen Tubawettbewerb „Citta di Porcia“ im italienischen Pordenone. Ein Jahr später feierte er seinen bis dato größten Erfolg mit dem Preis des Deutschen Musikwettbewerbs 2005 in Berlin, als erster Tubist überhaupt in der Geschichte des Wettbewerbs. 2013 erhielt er einen Echo Klassik als „Instrumentalist des Jahres“ und spielte bei der Konzertgala zur Preisverleihung im Konzerthaus am Gendarmenmarkt in Berlin. Hofmeir trat dort wie auch auf anderen Konzerten ohne Schuhe auf.
Im September 2006 wurde Hofmeir als Nachfolger von Professor Hoppert an die Universität Mozarteum Salzburg und 2010 dort zum ordentlichen Universitätsprofessor berufen. Darüber hinaus gibt er Meisterkurse und ist gefragter Juror bei Wettbewerben seines Fachs.
Mit dem Harfenisten Andreas Mildner gründete er das weltweit erste Tuba-Harfen-Duo. Sie spielten bei namhaften Festivals wie den Ludwigsburger Schlossfestspielen, dem Schleswig-Holstein-Musikfestival, dem Festival Mitte Europa und dem Internationalen Harfenfestival in Rio de Janeiro. Mit dem Geiger Benjamin Schmid spielt er in der Schmid/Hofmeir HochTief GmbH, dem weltweit einzigen Duo mit Tuba und Violine. Mit der Organistin Barbara Schmelz tritt er in einem Duo für Tuba und Orgel auf. Andreas Hofmeir konzertiert mit seiner eigenen Jazzband sowie mit seinem Tuba-Ensemble European Tuba Power. Als Kammermusiker spielte Hofmeir außerdem mit dem Scharoun Ensemble der Berliner Philharmoniker, den Blechbläserquintetten der Münchner Philharmoniker und der Bamberger Symphoniker sowie dem Heavy Tuba Ensemble.
Im März 2012 erschien Hofmeirs Debüt-CD Uraufnahmen in der Primavera-Reihe des Deutschen Musikrates (Genuin), auf der ausschließlich Erstaufnahmen, unter anderem von für ihn geschriebenen Werken, zu hören sind. 2013 folgte mit Why not? (Genuin) die erste CD des duo tuba & harfe, 2014 dann on the way (Sony), gemeinsam mit den Münchner Philharmonikern und Andrew Manze. 2018 erschien mit Stradihumpa (ACT) die erste CD der Schmid/Hofmeir HochTief GmbH, eines Duos mit Geiger Benjamin Schmid.
Im Mai 2019 wurde er Mitglied bei den Münchner Turmschreibern. Gemeinsam mit André Schwager am Piano, Jay Lateef am Schlagzeug und Andreas Kurz am Bass trat er mit dem Jazzprogramm Brazilian Nights auf.

## LaBrassBanda
Großen Bekanntheitsgrad erreichte Hofmeir als Tubist der 2007 gegründeten bayerischen Blasmusik-Gruppe LaBrassBanda. Eine Tour anlässlich der Fußball-Europameisterschaft 2008 nach Wien bereitete den Weg für weitere Engagements, unter anderem in verschiedenen Städten in Russland, London und auf den Festivals Chiemsee Reggae Summer, Hurricane, Southside und in Roskilde. In den Jahren 2010 bis 2012 spielte LaBrassBanda mehr als 500 Konzerte. Im Juli 2011 spielte die Band vor 7000 Zuschauern im Kloster Benediktbeuern. Am 4. Dezember 2011 beendeten LaBrassBanda ihre große Tournee Übersee vor 12.000 Fans in der Olympiahalle München. LaBrassBanda erreichten beim deutschen Vorentscheid zum Eurovision Song Contest 2013 mit dem Titel Nackert den zweiten Platz. Sie siegten dabei beim einwöchigen Radiohörer-Voting, belegten Platz zwei beim Fernsehzuschauer-Voting und verloren nur durch eine schlechte Bewertung durch die Jury. Nachdem Hofmeir 2014 bei den Konzerten meist durch Stefan Huber an der Tuba vertreten worden war, antwortete er im Dezember 2014 im Interview auf die Frage „War’s das jetzt für Sie mit LaBrassBanda?“: „Ja, das kann man jetzt so sagen“. Es überwiege doch die Neugier, wo es mit seinen „klassischen und kabarettistischen Projekten noch hingehen mag“.

## Kabarettist
Neben seiner Tätigkeit als Musiker steht Hofmeir auch als Kabarettist auf der Bühne. Er spielte und schrieb die Texte für vier Programme des Ingolstädter Musikkabaretts „Star Fours“ und für fünf Programme des ebenfalls in Ingolstadt beheimateten Theaterkabarett-Ensembles „Die Qualkommission“, mit dem er 2008 in Passau mit dem Kleinen Scharfrichterbeil ausgezeichnet wurde. Zusammen mit Roman Deininger schrieb und inszenierte er im April 2008 den Kabarettabend „Der Ball ist wund“ am Landestheater Linz. Sein Musikkabarett-Programm „Kein Aufwand!“ kombiniert Geschichten aus seiner Autobiographie „Kein Aufwand. Schrecklich wahre Geschichten aus meinem Leben mit der Tuba“ mit brasilianischer Musik für Tuba und Begleitinstrument. Das Programm wurde als Live-Hörbuch beim Hörverlag verlegt. Mittlerweile wird zudem das Nachfolgeprogramm Kein Aufwand! Teil 2 – Die letzten Jahre aufgeführt.
Seit 2015 moderiert Hofmeir auch eine Kleinkunst-Mixshow mit dem Namen „Wer dablosts’s?“ in der Ingolstädter Kulturhalle NEUN mit wechselnden Gästen aus Kultur, Musik und Kabarett. Hierbei wird von den Gästen nach einer eigenen Einlage versucht, einer verbeulten Tuba mit dem Spitznamen „Rosalinde“ Töne zu entlocken.

## Diskografie

### LaBrassBanda
- Habediehre (2008)
- Übersee (2009)
- Live Olympiahalle München (2012)
- Europa (2013)

### Kabarett
- Star Fours: Poly, Tick und Zärtlichkeit
- Star Fours: Die Rückkehr der Jodelritter
- Kein Aufwand. Schrecklich wahre Geschichten und Musik aus meinem Leben mit der Tuba (der Hörverlag)

### Soloalben
- Uraufnahmen / Primal Recordings – Werke von Jörg Duda / Gisbert Näther / Kjell Roikjer (2012)
- Tuba und Harfe: Why not? – Werke von Duda / Telemann / Maganini / Näther / Piazzolla / Caplet / Massenet (2013)
- On the Way (2014) mit den Münchner Philharmonikern und Andrew Manze (Dirigent)
- Benjamin Schmid/Andreas Martin Hofmeir: Stradihumpa (2018) mit der Schmid/Hofmeir HochTief GmbH
- Tuba und Harfe: Besser ohne Worte – Better without Words (2019)

## Auszeichnungen
- 2020: Bayerischer Musikpreis, Professionelles Musizieren